# Heraldo Eduardo Rocha
Heraldo Eduardo Rocha (Itaperuna, 25 de fevereiro de 1942) é um médico e político brasileiro.

## Biografia
Filho de Otávio Rocha da Silva e Umbelina da Gama Rocha, Cursou o Primário no Colégio Bittencourt de Itaperuna em 1954, Secundário no Ginásio São Paulo de Muriaé, Minas Gerais e no Colégio Salesiano de Niterói em 1961. Formou-se em Medicina pela Universidade Federal da Bahia em 1968. Especializou-se em Pediatria no Hospital Getúlio Vargas em Salvador.
Em 1991, foi eleito deputado estadual pelo então Partido da Frente Liberal (atual DEM), sendo reeleito em 1995 para mais um mandato. Após licenciar-se em 1995 para ocupar o cargo de secretário do Trabalho e Ação Social (entre 1995 e 1998), foi reeleito deputado estadual para um terceiro mandato: 1999-2003. Em 2002 e 2006, foi reeleito novamente, totalizando até então cinco mandatos.
Ficou viúvo de Adiléia da Costa Rocha, teve quatro filhos: Fábio César, Karine, Eduardo Santiago Rocha e Mariana Santiago Rocha.